# Jan Hilgenfeldt
Jan Hilgenfeldt (Lipsia, 1989) è un ex giocatore di football americano tedesco che ha giocato come wide receiver.

## Palmarès
- 2 Europei (2010, 2014)
- 2 BIG6 Eurobowl (New Yorker Lions, 2017, 2018)
- 1 German Bowl (New Yorker Lions, 2019)